# Henri Ier de Lotharingie
Henri Ier de Lotharingie, comte palatin de Lotharingie de 1045 jusqu'en 1060, L'historiographie lui attribue plusieurs surnoms  Henri Furiosus (c'est-à-dire le Violent/le Fou) à cause du meurtre de son épouse; Monachus (le Moine), parce qu'il fut confiné dans un monastère à cause de sa folie jusqu'à sa mort.

## Biographie
Henri Ier est issu de la lignée des Ezzonides il est le fils d'Hezzelin et le successeur de son cousin Otton II de Souabe. Il épouse vers 1048 Mathilde de Verdun (née vers 1025, tuée le 17 juillet 1060) fille du duc Gothelon Ier de Lotharingie, et sœur du pape Étienne IX.
Il reçoit le château mosellan de Cochem de sa nièce Richeza de Lotharingie reine de Pologne. Il est élu comme successeur potentiel au royaume de Germanie lors d'une maladie d'Henri III du Saint-Empire.
Peu après 1058, Henri commence à donner des signes de folie, qui fait qu'il est alors confiné dans l'abbaye de Gorze. Il s'en échappe cependant, quand il entend évoquer la liaison de son épouse Mathilde avec un de ses parents, il la tue avec une hache le 17 juillet 1060. Henri est alors définitivement enfermé dans l'abbaye d'Echternach, où il meurt en 1061. Sa fonction et ses possessions sont confiées à l'archevêque Annon II de Cologne, qui devient le gardien et le tuteur de son fils unique le futur comte palatin Hermann II.